# گروه گانیبو
گروه گانیبو (انگلیسی: Gunnebo Group) شرکت خدمات مالی سوئدی است، که در سال ۱۷۶۴ تأسیس شد.